# Bosse Anås

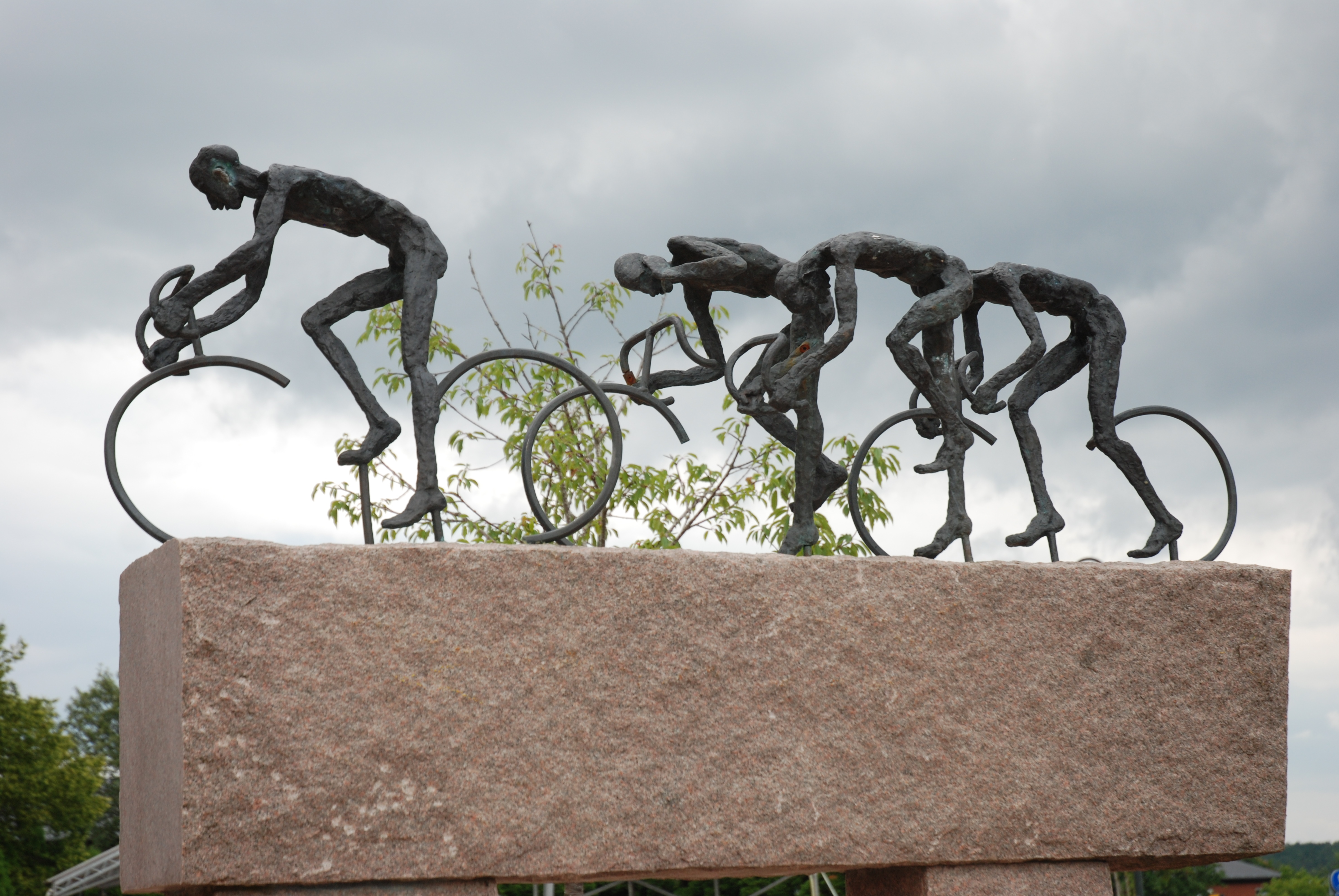
Bröderna Fåglum-skulpturen i Vårgårda

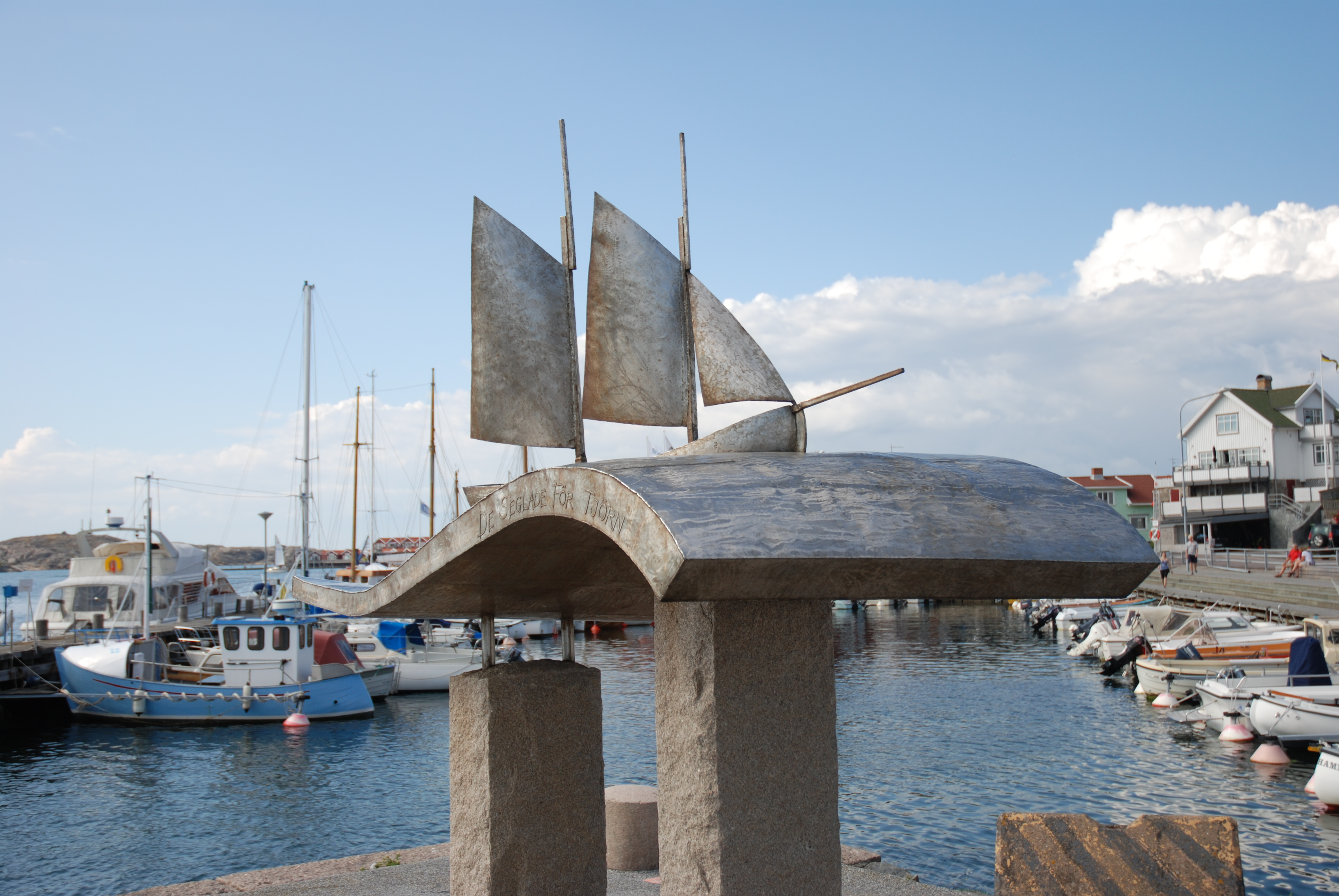
De seglade för Tjörn, hamnen i Skärhamn

Bo Lennart (Bosse) Anås, född 27 januari 1946, är en svensk skulptör.
Bosse Anås utbildade sig på Gerlesborgsskolan 1964 och 1966 och i möbler och inredning vid Konstindustriskolan i Göteborg 1967–1971.

## Offentliga verk i urval
- De seglade för Tjörn, sjöfartsmonument, 1987, Skärhamns hamn
- Bröderna Fåglum, 2000, Murartorget i Vårgårda